# Sifaka czarna
Sifaka czarna (Propithecus perrieri) – gatunek ssaka naczelnego z rodziny indrisowatych (Indridae).

## Występowanie
Gatunek ten zaobserwowano jedynie w trzech obszarach na Madagaskarze. Zamieszkują suche, tropikalne lasy na wysokości do 400 m n.p.m. Według danych z roku 2020 istnieje jedynie 125 osobników, a ich populacja ciągle maleje.

## Morfologia
Osiągają około 43–47 cm długości ciała oraz ogon mierzący również około 40 cm. Ważą zwykle 4–5 kg. Mają długą i gęstą sierść. Występuje zawsze w głęboko czarnej barwie.

## Charakterystyka

### Dieta
Jest roślinożercą. Żywi się głównie liśćmi, które stanowią połowę ich diety. Szuka również owoców oraz łodyg liści i kwiatów.

### Styl życia
Żyją w grupach liczących od 2 do 6 osobników. Żyją około 15 lat, jednak w niewoli najdłużej żyjący osobnik miał 36 lat.

### Rozmnażanie
Ich sezon rozrodczy traw zwykle od grudnia do stycznia. Ciąża trwa od 5 do 6 miesięcy, a w jednym miocie na świat przychodzi zwykle 4 lub 5 młodych. Matka karmi młode przez 5 miesięcy, a po 2 latach osiągają pełną samodzielność. Młode są dojrzałe płciowo w wieku 4–5 lat.